# Mount Kulal
Mount Kulal är ett berg i Kenya.   Det ligger i länet Marsabit, i den centrala delen av landet, 400 km norr om huvudstaden Nairobi. Toppen på Mount Kulal är 2 285 meter över havet.
Terrängen runt Mount Kulal är kuperad åt sydost, men åt nordväst är den bergig. Mount Kulal ligger uppe på en höjd som går i nord-sydlig riktning. Mount Kulal är den högsta punkten i trakten. Runt Mount Kulal är det mycket glesbefolkat, med 3 invånare per kvadratkilometer. Det finns inga samhällen i närheten. Omgivningarna runt Mount Kulal är i huvudsak ett öppet busklandskap.